# Russell Springs (Kansas)
Russell Springs é uma cidade localizada no estado americano de Kansas, no Condado de Logan.

## Demografia
Segundo o censo americano de 2000, a sua população era de 32 habitantes.
Em 2006, foi estimada uma população de 29, um decréscimo de 3 (-9.4%).

## Geografia
De acordo com o United States Census Bureau tem uma área de
1,9 km², dos quais 1,9 km² cobertos por terra e 0,0 km² cobertos por água. Russell Springs localiza-se a aproximadamente 904 m acima do nível do mar.

## Localidades na vizinhança
O diagrama seguinte representa as localidades num raio de 52 km ao redor de Russell Springs.